# 西日本銀行
株式会社西日本銀行（にしにっぽんぎんこう）は、福岡市博多区に本店を置いていた地方銀行。略称は西銀（にしぎん）。
2004年10月1日に福岡シティ銀行と合併し、西日本シティ銀行と商号を変更した。

## 概要
1944年（昭和19年）12月1日、戦時体制下における大蔵省の1県1無尽会社への統合方針に基づき、福岡無尽（のち福岡相互銀行を経て福岡シティ銀行）を除いた県内無尽会社5社と野村銀行（のち大和銀行）の参画によって西日本無尽として設立される。資本金の過半は野村銀が出資した。1951年（昭和26年）10月20日、相互銀行法の施行によって西日本相互銀行に商号変更し、1955年（昭和30年）8月には福証に上場。その後、大証、東証にも上場し有力な相互銀行として成長を遂げた。
1968年（昭和43年）、合併転換法が成立し、同年にはそれに基づき、相銀として随一の規模を誇っていた日本相互銀行が都市銀行に転換、太陽銀行（現：三井住友銀行）として装いを新たに発足した。同行の転換後、西日本相銀は相銀界首位の地位を占め、普銀転換の最有力候補として取りざたされた。

### 高千穂相互銀行を合併
オイルショックは日本経済にも大きな影響を与えたが、宮崎県宮崎市に本店を置く小規模な相銀であった高千穂相互銀行にも不良債権の増加をもたらし、年々進化するコンピュータ化に対応できない状況に追い込まれてしまった。このため監督官庁であった大蔵省は高千穂相銀の自主再建は困難と判断。同省からの要請で1975年（昭和50年）以降、西日本相銀が高千穂相銀のオンライン化、役員の派遣、業務上のノウハウの提供、資金供与など全面的な経営支援を行った。1978年（昭和53年）に入ると、西日本相銀は経営効率化を進め、更なる業容拡大を志向するため高千穂相銀を合併した上で、同時に普銀に転換する方針を明らかにした。
しかし、当時の全国相互銀行協会（相銀協）会長で、福岡相互銀行社長の四島司は、有力相銀の離脱は相銀の地位低下につながると猛反発した。西日本相銀と相銀協との話し合いは難航したが、西日本相銀は転換後1年程度協会内にとどまり、その後地銀協に加盟することで了承された。また相銀協離脱後は全国地方銀行協会（地銀協）に加盟することになるが、その際には地元地銀全行の推薦を得ることが慣行とされていた。だが、地元地銀が九州全域に営業網を構築する西日本相銀は、金融秩序を乱しかねないと懸念を抱き、加盟に難色を示した。しかし、地銀協への加盟も西日本相銀が「地銀業界の協調と連帯を尊重する」の旨を表明したことから加盟が認められる見通しとなった。

### 福岡シティ銀行と合併
1984年（昭和59年）4月1日、資金量地銀界11位、店舗の4割が福岡県外に所在する西日本銀行が誕生した。上川端再開発事業および福岡アイランドシティ事業の不調にかかわる不良債権問題で信用不安のなか、平成16年に金融庁から公的資金700億円の注入を受けるとともに福岡シティ銀行と合併し、西日本シティ銀行となった。
西日本銀時代の本店は、現在西日本シティ銀本店別館ビルとして使用されているが、再開発のため解体される予定である。なお、合併時に受けた公的資金については2010年に完済している。

## 沿革
- 1944年（昭和19年）12月1日 - 西日本無尽株式会社創立。
- 1951年（昭和26年）10月20日 - 株式会社西日本相互銀行と商号変更。
- 1955年（昭和30年）8月 - 福岡証券取引所に上場（証券コード:8327）
- 1973年（昭和48年）4月 - 東京・大阪証券取引所各2部に上場。
- 1974年（昭和49年）2月 - 東証・大証各1部に指定。

詳細については高千穂相互銀行を参照。
- 1984年（昭和59年）
  - 4月1日 - 株式会社高千穂相互銀行を合併して普通銀行に転換、株式会社西日本銀行と商号変更。
  - 12月 - 社団法人全国地方銀行協会に加入。
- 2004年（平成16年）10月1日 - 株式会社福岡シティ銀行を合併し、株式会社西日本シティ銀行と商号を変更。

## アメリカ同時多発テロ
2001年9月11日に発生したアメリカ同時多発テロ事件では、世界貿易センタービル北棟102階で閉鎖したニューヨーク支店の残務整理にあたっていた穴井一弘支店次長と中村匠也支店主任の2名が犠牲となった。